# うみへび座TW星
うみへび座TW星 (TW Hydrae・TW Hya) とは、地球から見てうみへび座の方向に約176光年離れた位置にある、おうし座T型星に分類されるかなり若い爆発型変光星である。原始惑星系円盤を持ち、惑星が形成されつつあると考えられている。

## 概要
| 太陽 | うみへび座TW星 |
| ---- | -------------- |
| 太陽 | Exoplanet      |

うみへび座TW星は、いずれも太陽と比較して直径は1.08倍、質量は0.7倍と、太陽よりやや密度の低い天体である。光度は太陽の5分の1程度である。スペクトル分類はK6Ve型であり、スペクトルによる分類上はK型主系列星を示すが、実際には主系列星の前段階であるおうし座T型星に分類される。表面温度は3600Kと低温である。
また、うみへび座TW星をはじめとした、約10個の若い年齢の恒星で構成された運動星団であるうみへび座TWアソシエーションに属しており、星団の名前の由来となっている。

## 原始惑星系円盤
うみへび座TW星は誕生から800万年とかなり若い天体である。そのため、うみへび座TW星の周辺には木星の約50倍の質量に相当する原始惑星系円盤がある。これは年齢を考えるとかなり大量に惑星の材料となりうる塵が残っている事になる。最低でも約60億km (40au) の距離から広がり、その半径は約330億km (220au) に達する。2013年のハッブル宇宙望遠鏡による0.5から2.22μmの波長領域における観測では、中心から約120億km (80au) の距離に幅約30億km (20au) の隙間がある事が分かった。これは、この軌道において形成されつつある惑星の重力的影響によるものと考えられている。軽い恒星でこれほど離れた距離においての円盤の隙間が発見されたのは初めてである。
しかし、この観測結果は従来の惑星形成理論とは矛盾が生ずる事になる。典型的な理論では惑星の形成に1000万年がかかり、これは恒星から距離が離れるほどより長くなる。この事は、うみへび座TW星の年齢に対して矛盾が生ずる。またアタカマ大型ミリ波サブミリ波干渉計の観測によれば、恒星から約88億km (59au) の距離までは砂粒より大きな粒子が存在するが、それより外側では見つかっていない。特に外縁は円盤の隙間の内縁に程近く、惑星が形成されつつあるのにその外側の領域では砂粒より大きな粒子が無い事は、従来の理論と相容れない事になっている。なお、これとは別に円盤の一部における重力的不安定から一気に収縮が進む事によって惑星が形成されるという理論がある。この場合、惑星形成には数千年しかかからないが、これで誕生するのは地球の数百倍の質量を持つ惑星であり、これは太陽系の惑星で言えば木星や土星に相当する木星型惑星である。しかし、隙間から推定される惑星の質量は地球の6倍から28倍であり、これは地球型惑星から天王星型惑星に相当する質量であり、これについても矛盾が生じている。現在のところ、この矛盾を解消する説明や観測結果は存在しない。
なお、2007年にはマックスプランク研究所のチームが、約610万km (0.041au) のところを3.56日の公転周期で公転する、木星の1.2倍の質量を持つ惑星が視線速度法によって発見したと発表された。しかし、2008年にスペインの研究チームは、視線速度の変化は惑星の公転によるものではなく、うみへび座TW星の自転とおうし座T型星によく見られる巨大な黒点によるものであり、したがって惑星は存在しないという研究成果が出されている。
2013年には、アルマ望遠鏡が世界で初めて原始惑星系円盤でのスノーラインの直接撮影に成功した。捉えたのは一酸化炭素のスノーラインで、N2H+ 分子から放出されるミリ波を観測する事によって間接的に導き出された。N2H+ は一酸化炭素と反応しやすいため、N2H+ がある場所は一酸化炭素が凍り付いている事が分かる。観測の結果、約6.8億km (4.5au) から約45億km (30au) の範囲には水の氷が、それより外側には一酸化炭素の氷が存在する事が分かった。通常、原始惑星系円盤のスノーラインは赤道面の狭い範囲にしか存在せず、円盤の上下に存在する高温のガスが円盤の物質からの電磁波を遮断する事で観測が難しくなっているが、アルマ望遠鏡は N2H+ が放出するミリ波に強い感度を持っていることから観測が可能になった。
2016年に、1つの太陽系外惑星が発見された。海王星よりもやや大きい質量を持ち、恒星からは22au離れている。
| 名称 （恒星に近い順） | 質量      | 軌道長半径 （天文単位） | 公転周期 (日) | 軌道離心率 | 軌道傾斜角 | 半径     |
| --------------------- | --------- | ----------------------- | ------------- | ---------- | ---------- | -------- |
| b                     | 23.72 M⊕  | 22                      | —             | —          | —          | ~4.25 R⊕ |
| （内円盤）            | 40—70 au  | 40—70 au                | 40—70 au      | 40—70 au   | —          | —        |
| （外円盤）            | 90—220 au | 90—220 au               | 90—220 au     | 90—220 au  | —          | —        |

2019年には国立天文台特任助教の塚越崇らの研究チームによって、原始惑星系円盤の中心から52 auの位置に長さ4 au、幅1 auほどの小さな電波源が発見された。これは、既に形成されつつある海王星サイズの惑星を取り巻く「周惑星円盤」、あるいは円盤内で生まれたガスの渦に溜まった塵で今後惑星になりうる構造のいずれかであると考えられている。